# Pałac w Podzamku
Pałac w Podzamku – zabytkowy pałac wybudowany w XIX wieku we wsi Podzamek w województwie dolnośląskim.

## Historia
Pałac w stylu neogotyckim, wzniesiony w 1896, zachował w swojej bryle dwór z 1550, zbudowany przez probostwo oo. augustianów w Kłodzku w stylu renesansowym. Do czasów współczesnych ocalał piękny  renesansowy portal z kartuszem herbowym augustianów wykonany przez Georga (Jerzego) Daniela, sklepienia w części z pomieszczeń, ślady dekoracji sgraffitowych na elewacji i kaplica dworska pw. Niepokalanego Poczęcia NMP. Obecna budowla składa się z trzech części: korpusu głównego z wieżą podobną do wieży florenckiego ratusza, skrzydła z kaplicą i łącznika. Całość otacza park otoczony płotem. Obecnie w pałacu mieści się dom opieki społecznej.

## Galeria

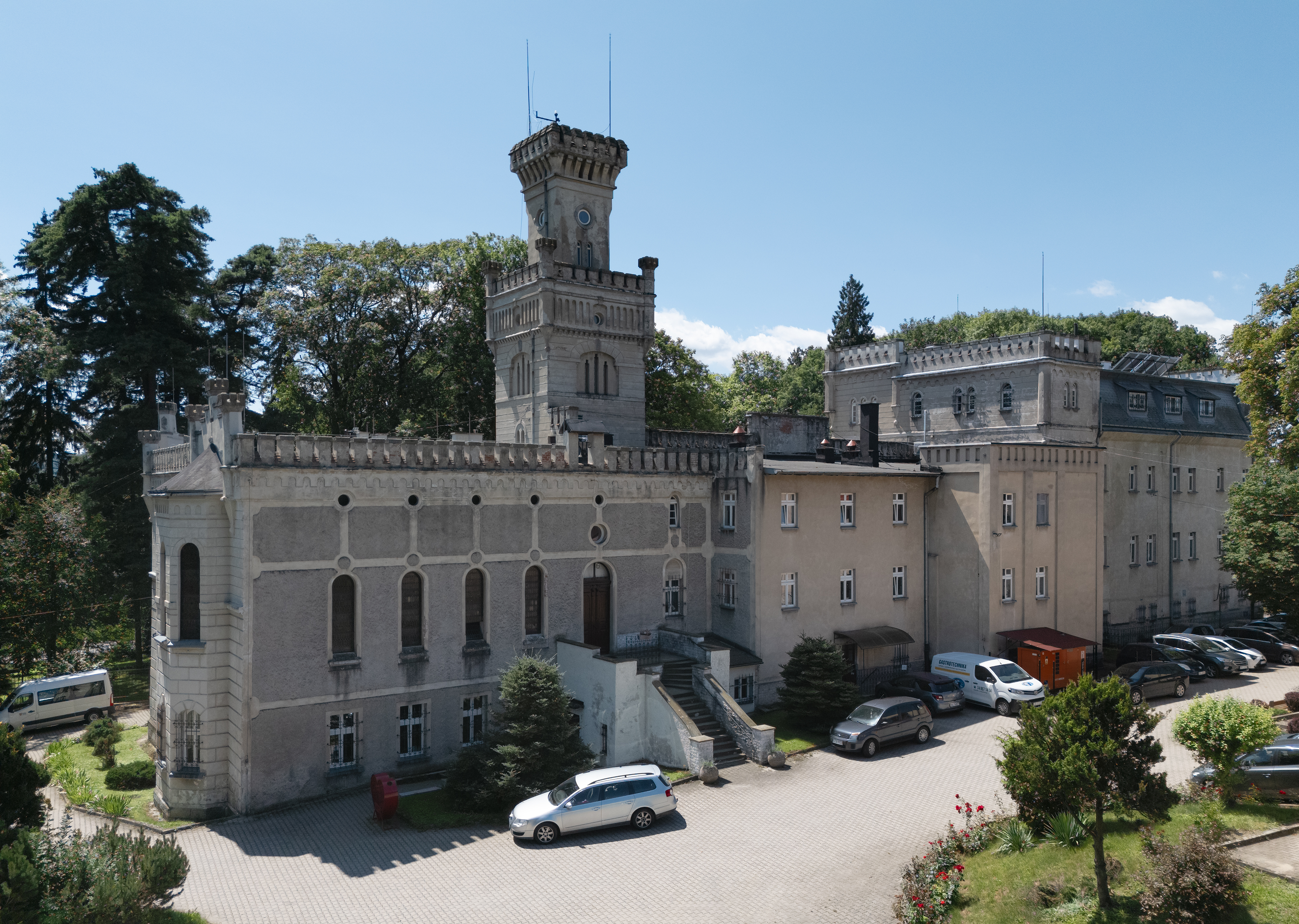
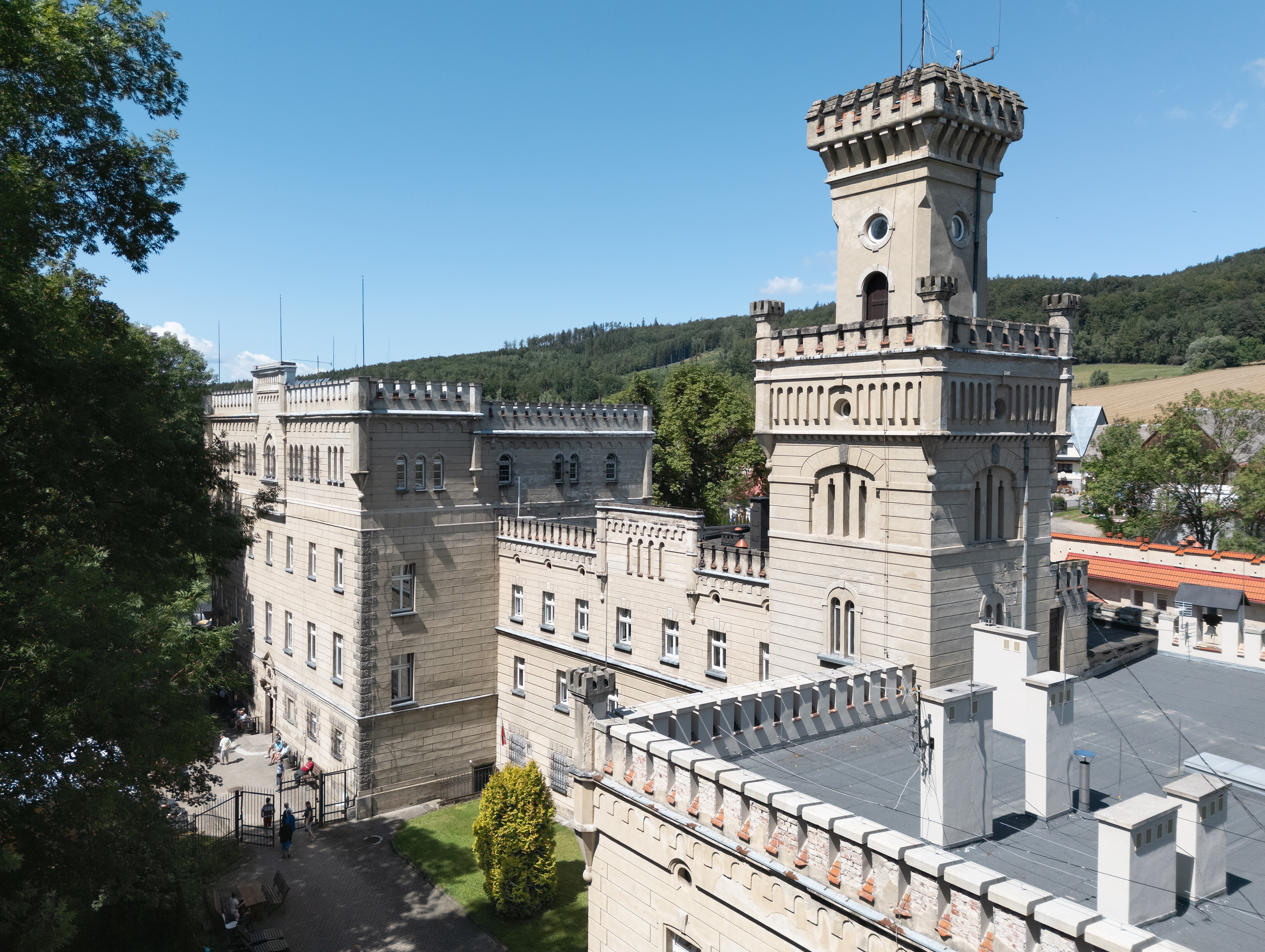
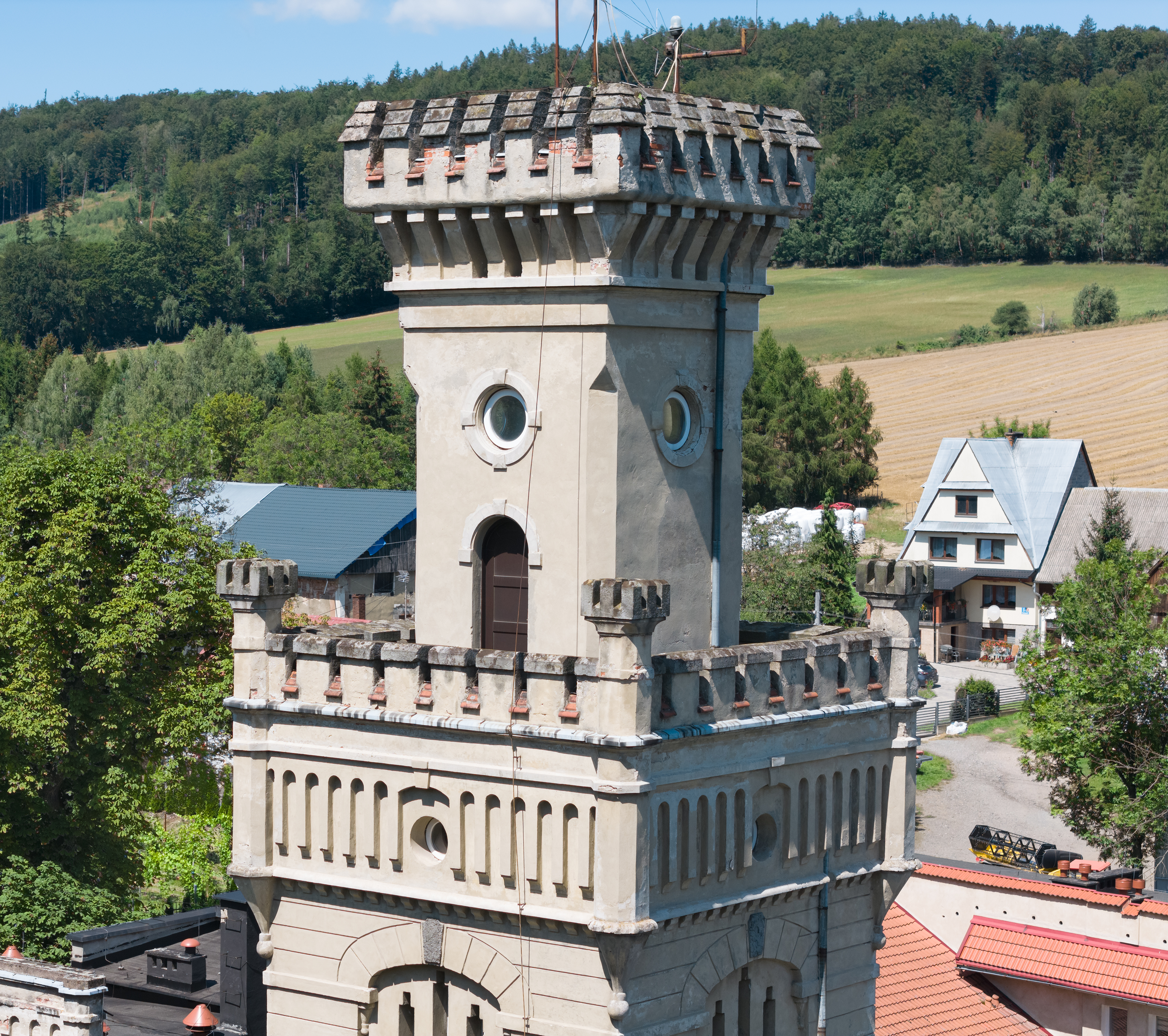
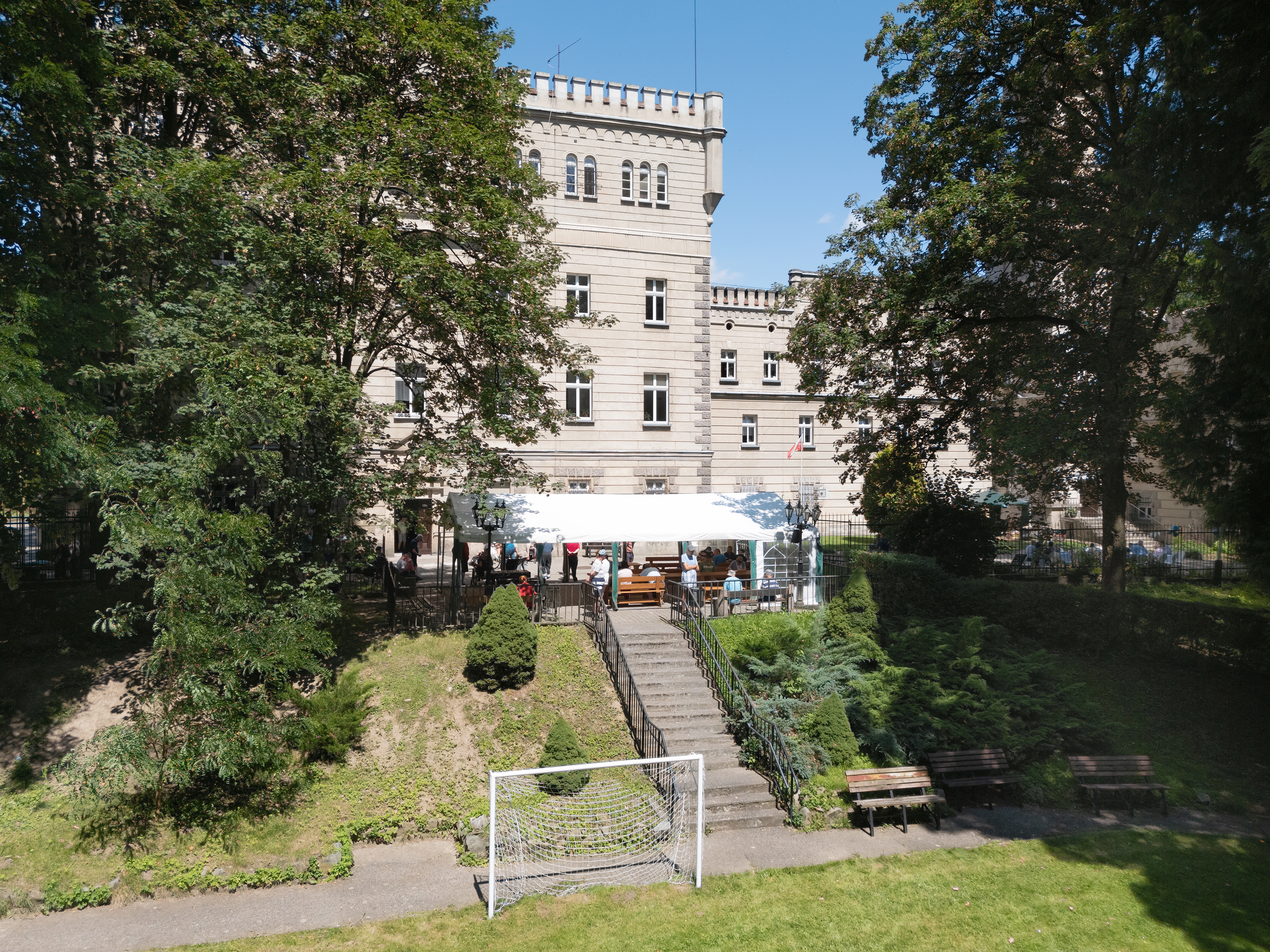
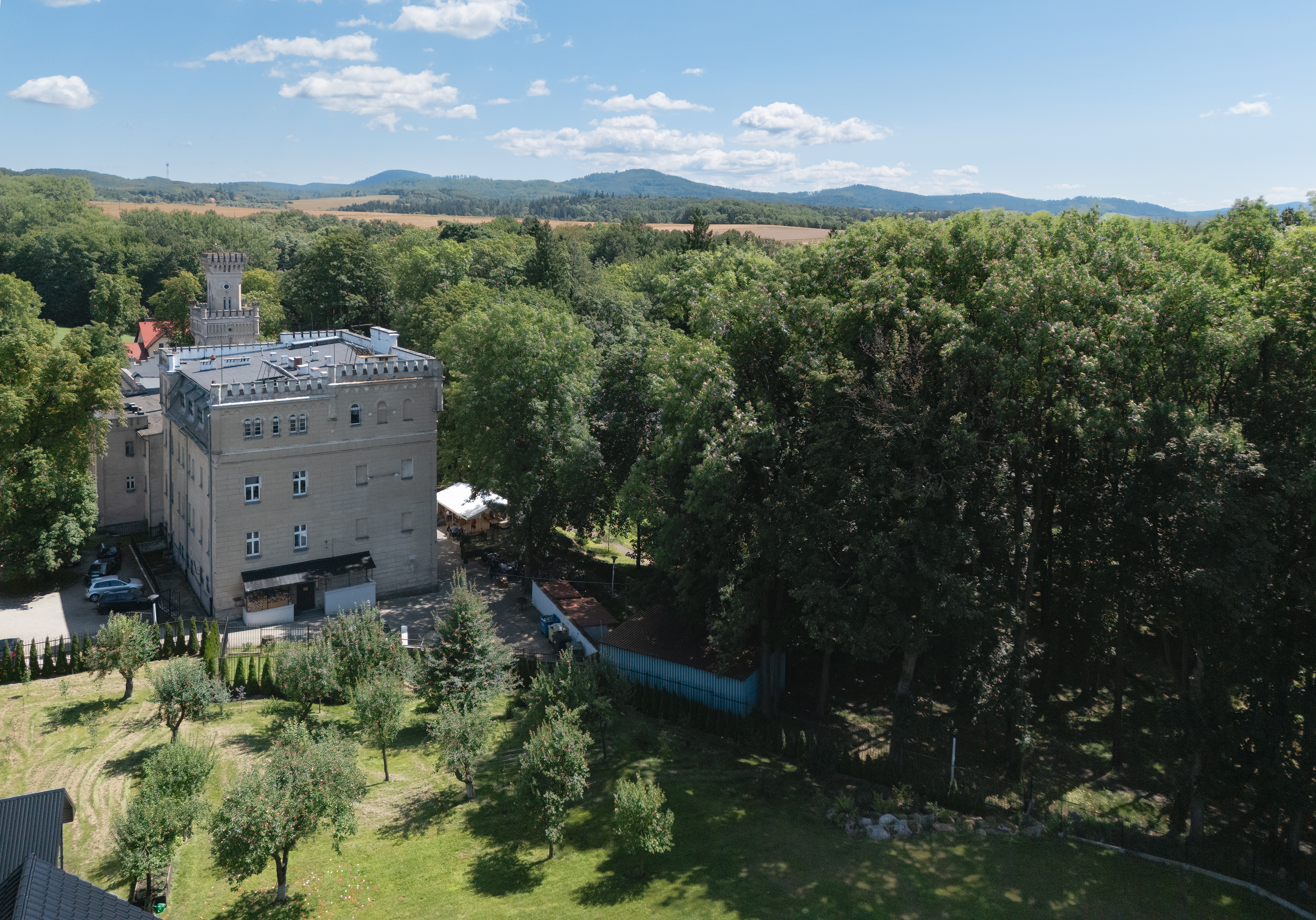